# Evelyn Gius
Evelyn Gius ist eine deutsche Germanistin und Professorin für Digitale Philologie an der TU Darmstadt.

## Leben
Evelyn Gius studierte von 1999 bis 2004 Germanistik, Informatik und Philosophie in Hamburg und Neapel. Sie arbeitete während ihres Studiums und danach in verschiedenen Projekten aus dem Feld der elektronischen Wissens- und Sprachverarbeitung, der Narratologie und verschiedenen Feldern der Digital Humanities. Von 2007 bis 2012 war sie wissenschaftliche Mitarbeiterin am Institut für Germanistik II bei Jan Christoph Meister an der Universität Hamburg. Sie promovierte im Januar 2014 an der Universität Hamburg mit der Arbeit Erzählen über Konflikte. Eine computergestützte narratologische Untersuchung von narrativen Interviews zu Arbeitskonflikten. Seit März 2019 ist sie Professorin für Digital Philology – Neuere Deutsche Literaturwissenschaft an der Technischen Universität Darmstadt.
Seit 2017 ist sie Mitglied im Vorstand des Verbands der Digital Humanities im Deutschsprachigen Raum (DHd) und seit 2022 seine Vorsitzende. Sie ist Gründungsmitglied und zweite Vorsitzende des CRETA-Vereins und Mitherausgeberin für das Journal of Computational Literary Studies.

## Schriften
- Erzählen über Konflikte. Ein Beitrag zur digitalen Narratologie (= Narratologia. Bd. 46).De Gruyter, Berlin 2015.